# 日立臨海発電所
日立臨海発電所（ひたちりんかいはつでんしょ）は、茨城県日立市にある火力発電所。

## 概要
日立製作所が電力卸供給事業(IPP)の開始に向け日立事業所 臨海工場内に建設、1号機が2000年6月8日に営業運転を開始、2号機が2006年6月20日に営業運転を開始した。運転時間帯は、平日昼間の約12時間。

## 発電設備
- 東京電力との最大契約出力：18.89万kW

1号機
発電方式：コンバインドサイクル発電方式

契約出力：10.28万kW
使用燃料：重油
営業運転開始：2000年6月8日
2号機
発電方式：多軸型コンバインドサイクル発電方式
定格出力：8.968万kW
　ガスタービン：3.087万kW × 2軸
　蒸気タービン：2.794万kW × 1軸
契約出力：8.61万kW
使用燃料：重油
営業運転開始：2006年6月20日